# Hyżne (gmina)
Pour la localité, voir Hyżne.
Hyżne [ˈxɨʐnɛ] est une commune rurale de la Voïvodie des Basses-Carpates et du Powiat de Rzeszów. Elle s'étend sur 50,98 km² et comptait 6 792 habitants en 2004. Elle se situe à environ 17 kilomètres au sud-est de Rzeszów, la capitale régionale.